# Ультранаціоналізм

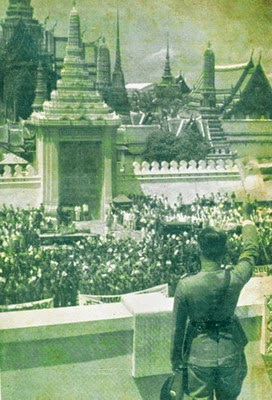
Плек Пібунсонграм вимовляє ультранаціоналістичну промову перед натовпом. Великий палац. Бангкок. 8 жовтня 1940

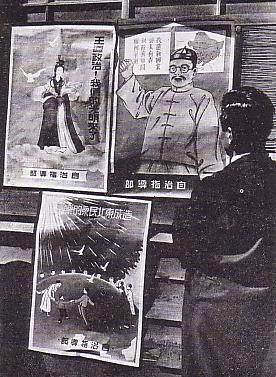
Японський пропагандистський ультранаціоналістичний плакат в Маньчжоу-го

Ультранаціоналізм — ідеологія, форма націоналізму, що відрізняється крайнім толком і забезпечує втілення в життя інтересів однієї держави або одного народу на противагу інтересам решти. Спрощений варіант тлумачення терміна — «ревне служіння власній нації» .
У поєднанні з ідеєю національного відродження є фундаментальним принципом фашизму.
На думку Януша Бугайського, «в найбільш крайніх і розвинених формах ультранаціоналізм схожий з фашизмом, відрізняється зарозумілістю по відношенню до іноземців, підтримкою авторитарних політичних режимів, що межують з тоталітарними, міфічним акцентом на „органічній єдності“ харизматичного ватажка, партії, в безструктурний рух і народу».
Роджер Ґріффін стверджує, що ультранаціоналізм по суті той самий расизм; він узаконює себе крізь «глибоко міфологізовані концепції культурних і політичних епох, що залишилися в минулому, історичної величі та зведення старих рахунків з уявними противниками». Він виходить із «перекрученого тлумачення фізичної антропології, генетики та євгеніки з метою обґрунтування ідей переваги нації та накреслення її долі, занепаду вдач і існування підсвіту недолюдини» .

## Палінгенний ультранаціоналізм
Палінгенний ультранаціоналізм — вчення про фашизм, сформульоване британським політологом Роджером Ґріффіном. Палінгенез, на думку політолога, є основним міфом про фашизм. Гриффін стверджує, що це унікальний синтез палінгенезу та радикального націоналізму, що парафашизм відрізняється від фашизму та інших революційних ідеологій. Гриффін називає це «фашистським мінімумом, без якого немає фашизму».
Цю ідею вперше озвучено в 1991 у книзі «Природа фашизму». Вона була розширена у документі під назвою «Постановка відродження нації: Політика та естетика виконання у контексті проведеного дослідження фашизму».